# Vertenza inconciliabile
Vertenza inconciliabile (Irreconcilable Differences) è un film del 1984 diretto da Charles Shyer.

## Trama
Una coppia vive nel lusso trascurando la figlia, che combatte per la separazione e l'affido all'amorevole governante.